# Кенгуровые
Кенгуро́вые (лат. Macropodidae) — семейство сумчатых млекопитающих. Это второе по численности семейство сумчатых (после американских опоссумов) включает травоядных животных, приспособленных к передвижению скачками.
К нему относятся животные среднего и крупного размера: валлаби, валлару и кенгуру. Взрослые животные имеют длину тела от 30 до 160 см; весят от 0,5 до 90 кг. Голова относительно невелика, уши большие. У всех родов, за исключением древесных кенгуру (Dendrolagus) и филандеров (Thylogale), задние лапы заметно крупнее и сильнее передних. Передние лапы небольших размеров и имеют по 5 пальцев; задние — по 4 (большой палец обычно атрофирован). Как и у остальных двурезцовых сумчатых, II и III пальцы на задних ногах кенгуру срастаются. Конечности стопоходящие. Большинство видов передвигается прыжками на задних ногах. Длина прыжка достигает 10—12 м; при этом кенгуру развивают скорость до 40 — 50 км/ч, правда, на непродолжительное время. Важную роль при прыжке кенгуру играют эластичные ахилловы сухожилия, которые во время прыжка бега действуют как пружины. Хвост у кенгуру обычно длинный, толстый у основания, не хватательный. Во время прыжка он служит балансиром, а в спокойном состоянии используется как дополнительная опора. Кенгуру обычно держатся «стоя», опираясь на задние лапы и хвост. Любопытно, что кенгуру не умеют двигаться задом наперёд (именно поэтому кенгуру и эму, также не умеющий пятиться, попали на герб Австралии: «Австралия всегда идет только вперед!»).
Волосяной покров у кенгуру обычно короткий и мягкий, окраска от чёрной, серой и бурой до рыжей и жёлтой. На спине и крестце могут быть полосы. Зубы приспособлены к питанию растительной пищей — широкие резцы, маленькие клыки и диастема перед крупными предкоренными зубами; зубов 32—34. Широкие коренные зубы прорезаются попарно и меняются по мере того, как очередная пара изнашивается. У большинства кенгуру 4 пары коренных зубов, и, когда последняя пара стирается, животное начинает голодать. Желудок сложный, разделён на отсеки, где происходит сбраживание растительной клетчатки под влиянием бактерий. Некоторые виды отрыгивают пищу в ротовую полость для повторного пережевывания. Хорошо развитая выводковая сумка открывается вперед. Из 4 сосков у самок обычно функционируют только два.
Водятся кенгуру в Австралии, в Тасмании, на Новой Гвинее и на архипелаге Бисмарка. Завезены в Новую Зеландию. Большинство видов — наземные, обитают на равнинах, поросших густой высокой травой и кустарником. Древесные кенгуру приспособились к лазанью по деревьям; горные валлаби (Petrogale) обитают в скалистых местах. Кенгуру — преимущественно ночные и сумеречные животные; день проводят в травяных гнездах или в неглубоких норах. Держатся обычно небольшими группами, состоящими из самца и нескольких самок с их подрастающими детенышами.
Размножаются кенгуру раз в году; определённого сезона размножения у них нет. Беременность короткая — 27—40 дней. Рождаются 1—2 детёныша; у Macropus rufus — до 3. У исполинских кенгуру длина тела новорожденного около 25 мм — это самый мелкий детёныш среди млекопитающих по сравнению со взрослым животным. Самка вынашивает потомство в сумке 6—8 месяцев. У многих кенгуру происходит задержка в имплантации эмбриона. Новое спаривание происходит через 1—2 дня после рождения детёныша (у болотного валлаби — за день до рождения детёныша). После этого эмбрион остаётся в состоянии диапаузы до тех пор, пока предыдущий детёныш не вырастет или не погибнет. С этого момента эмбрион начинает развиваться. При благоприятных условиях новый детёныш рождается, как только старший окончательно покидает сумку. Продолжительность жизни крупных кенгуру превышает 12 лет.
Численность кенгуру различается в зависимости от вида. Многие виды интенсивно истребляются, некоторые вымерли; на них охотятся ради меха, а также мяса. При большой численности кенгуру могут приносить вред пастбищам; некоторые виды уничтожают сельскохозяйственные культуры. Кенгуру отлавливают для зоопарков, где они легко приручаются и хорошо размножаются; некоторые виды разводят на фермах.

## Классификация
Названия приведены в соответствии с энциклопедией.
- Подсемейство Sthenurinae
  - Род Полосатые кенгуру (Lagostrophus)
    - Полосатый кенгуру (Lagostrophus fasciatus), или полосатый валлаби-заяц[1]

  - † Род Simosthenurus
    - † Simosthenurus maddocki
    - † Simosthenurus occidentalis
    - † Simosthenurus antiquus
    - † Simosthenurus baileyi
    - † Simosthenurus brachyselenis
    - † Simosthenurus eurykaphus
    - † Simosthenurus pales
    - † Simosthenurus tirarensis
    - † Simosthenurus orientalis
- Подсемейство Macropodinae
  - Род Исполинские кенгуру (Macropus)
    - Западный серый кенгуру (Macropus fuliginosus)
    - Гигантский кенгуру (Macropus giganteus), или серый исполинский кенгуру[1]

  - Род Notamacropus[3] — традиционно рассматривается как подрод в составе Macropus
    - Прыткий валлаби (Notamacropus agilis)
    - Чернополосый валлаби (Notamacropus dorsalis)
    - Кенгуру Евгении (Notamacropus eugenii), или филандер Евгении, кенгуру-дама тамнар[1]
    - † Кенгуру Грея (Notamacropus greyi)
    - Перчаточный валлаби (Notamacropus irma)
    - Белогрудый валлаби (Notamacropus parma), или белогрудый филандер[1]
    - Валлаби Парри (Notamacropus parryi)
    - Рыже-серый валлаби (Notamacropus rufogriseus)

  - Род Osphranter[3] — традиционно рассматривается как подрод в составе Macropus
    - Антилоповый кенгуру (Osphranter antilopinus), или кенгуру-антилопа[1]
    - Чёрный валлару (Osphranter bernadus), или кенгуру Бернарда[1]
    - Горный валлару (Osphranter robustus), или горный кенгуру, обыкновенный валлару[1]
    - Рыжий кенгуру (Osphranter rufus), или большой рыжий кенгуру, рыжий исполинский кенгуру[1]

  - Род Валлаби (Wallabia)
    - Болотный валлаби (Wallabia bicolor)
    - † Wallabia indra
    - † Wallabia kitcheneris

  - Скальные валлаби (Petrogale), или скалистые кенгуру[1]
    - Квинслендский скальный валлаби (Petrogale assimilis)
    - Короткоухий валлаби (Petrogale brachyotis), или короткоухий кенгуру[1]
    - Валлаби Барбиджа (Petrogale burbidgei)
    - Petrogale coenensis
    - Карликовый скальный валлаби (Petrogale concinna)
    - Валлаби Годмана (Petrogale godmani), или кенгуру Годмана[1]
    - Очковый скальный валлаби (Petrogale inornata)
    - Petrogale herberti
    - Черноногий скальный валлаби (Petrogale lateralis)
    - Petrogale mareeba
    - Кистехвостый скальный валлаби (Petrogale penicillata), или кистехвостый каменный кенгуру, щёткохвостый каменный валлаби[1]
    - Валлаби Персефоны (Petrogale persephone)
    - Petrogale purpureicollis
    - Валлаби Ротшильда (Petrogale rothschildi), или кенгуру Ротшильда[1]
    - Petrogale sharmani
    - Petrogale wilkinsi
    - Желтоногий скальный валлаби (Petrogale xanthopus), или кольцехвостый кенгуру, желтоногий кенгуру[1]

  - Род Филандеры (Thylogale)
    - Тасманийский филандер (Thylogale billardierii), или краснобрюхий филандер[1]
    - Thylogale browni
    - Новогвинейский филандер (Thylogale brunii)
    - Thylogale calabyi
    - Thylogale lanatus — иногда рассматривается как подвид T. browni[4][5]
    - Красноногий филандер (Thylogale stigmatica)
    - Красношеий филандер (Thylogale thetis)

  - Род Короткохвостые кенгуру (Setonix)
    - Короткохвостый кенгуру (Setonix brachyurus), или квокка[1]

  - Род Когтехвостые кенгуру (Onychogalea)
    - Короткокоготный кенгуру (Onychogalea frenata, syn. Onychogalea fraenata)
    - † Лунокоготный кенгуру (Onychogalea lunata), или луннокоготный кенгуру[1]
    - Плоскокоготный кенгуру (Onychogalea unguifera)

  - Род Заячьи кенгуру (Lagorchestes)
    - † Малый заячий кенгуру (Lagorchestes asomatus)
    - Очковый кенгуру (Lagorchestes conspicillatus)
    - Косматый кенгуру (Lagorchestes hirsutus), или пучкохвостый кенгуру
    - † Длинноухий кенгуру (Lagorchestes leporides)

  - Род Древесные кенгуру (Dendrolagus)
    - Седой древесный кенгуру (Dendrolagus inustus)
    - Кенгуру Люмхольтца (Dendrolagus lumholtzi), или кенгуру Лумхольтца[1]
    - Кенгуру Беннетта (Dendrolagus bennettianus)
    - Медвежий кенгуру (Dendrolagus ursinus)
    - Кенгуру Матчи (Dendrolagus matschiei), или кенгуру Матши[1]
    - Кенгуру Дориа (Dendrolagus dorianus)
    - Кенгуру Гудфеллоу (Dendrolagus goodfellowi)
    - Равнинный древесный кенгуру (Dendrolagus spadix)
    - Dendrolagus mbaiso
    - Папуасский древесный кенгуру (Dendrolagus scottae)

  - Род Кустарниковые кенгуру (Dorcopsis)
    - Чёрный кустарниковый кенгуру (Dorcopsis atrata), или кенгуру Гудинафа[1]
    - Кенгуру Хагена (Dorcopsis hageni)
    - Dorcopsis luctuosa
    - Dorcopsis muelleri

  - Род Лесные кенгуру (Dorcopsulus)
    - Горный кустарниковый кенгуру (Dorcopsulus vanheurni)
    - Кенгуру Маклея (Dorcopsulus macleayi)

  - † Род Watutia
    - † Watutia novaeguineae

  - † Род Dorcopsoides (Dorcopsoides)
    - † Dorcopsoides fossilis

  - † Род Kurrabi
    - † Kurrabi mahoneyi
    - † Kurrabi merriwaensis
    - † Kurrabi pelchenorum

  - † Род Прокоптодоны (Procoptodon)
  - † Род Bohra
    - † Bohra planei